# Carcharhinus
Carcharhinus is een geslacht van requiemhaaien (Carcharhinidae) en kent 36 soorten. Deze haaien hebben een lang en gestroomlijnd lichaam en een lange slanke staartvin met een gelobde punt. Zij komen vooral voor in Stille en Indische oceanen. Zij kunnen tot 3 meter lang en 200 kilo zwaar worden. Sommige soorten komen vooral in open water voor (zoals de oceanische witpunthaai), ander soorten treft men aan op of in de buurt van koraalriffen zoals de grijze rifhaai.

## Taxonomie
- Carcharhinus acronotus (Poey, 1860)[3] – Zwartsnuithaai
- Carcharhinus albimarginatus (Rüppell, 1837)[4] – Zilverpunthaai
- Carcharhinus altimus (Springer, 1950)[5] – Grootsnuithaai
- Carcharhinus amblyrhynchoides (Whitley, 1934)[6] – Sierlijke haai
- Carcharhinus amblyrhynchos (Bleeker, 1856)[7] – Grijze rifhaai
- Carcharhinus amboinensis (Müller & Henle, 1839)[8] – Varkensooghaai
- Carcharhinus borneensis (Bleeker, 1858)[9] – Borneohaai
- Carcharhinus brachyurus (Günther, 1870)[10] – Koperhaai
- Carcharhinus brevipinna (Müller & Henle, 1839)[8] – Tolhaai
- Carcharhinus cautus (Whitley, 1945)[11] – Nerveuze haai
- Carcharhinus cerdale (Gilbert, 1898) – Pacifische kleinstaarthaai
- Carcharhinus coatesi (Whitley, 1939)[12]
- Carcharhinus dussumieri (Müller & Henle, 1839)[8] – Witwanghaai
- Carcharhinus falciformis (Müller & Henle, 1839)[8] – Zijdehaai
- Carcharhinus fitzroyensis (Whitley, 1943)[13] – Kreekhaai
- Carcharhinus galapagensis (Snodgrass & Heller, 1905)[14] – Galapagoshaai
- Carcharhinus hemiodon (Müller & Henle, 1839)[8] – Pondicherryhaai
- Carcharhinus humani (White & Weigmann, 2014)[15]
- Carcharhinus isodon (Müller & Henle, 1839)[8] – Fijntandhaai
- Carcharhinus leiodon Garrick, 1985[16] – Gladtandzwarttiphaai
- Carcharhinus leucas (Müller & Henle, 1839)[8] – Stierhaai
- Carcharhinus limbatus (Müller & Henle, 1839)[8] – Zwartpunthaai
- Carcharhinus longimanus (Poey, 1861)[3] – Oceanische witpunthaai
- Carcharhinus macloti (Müller & Henle, 1839)[8] – Hardsnuithaai
- Carcharhinus macrops Liu, 1983[17]
- Carcharhinus melanopterus (Quoy & Gaimard, 1824)[18] – Zwartpuntrifhaai
- Carcharhinus obscurus (Lesueur, 1818)[19] – Schemerhaai
- Carcharhinus obsoletus (White, Kyne & Harris, 2019)[20][21]
- Carcharhinus perezii (Poey, 1876)[22] – Caribische rifhaai
- Carcharhinus plumbeus (Nardo, 1827)[23] – Zandbankhaai
- Carcharhinus porosus (Ranzani, 1839)[24] – Kleinstaarthaai
- Carcharhinus sealei (Pietschmann, 1913)[25] – Zwartstiphaai
- Carcharhinus signatus (Poey, 1868)[26] – Nachthaai
- Carcharhinus sorrah (Müller & Henle, 1839)[8] – Vlekstaarthaai
- Carcharhinus tilstoni (Whitley, 1950)[27] – Australische zwartpunthaai
- Carcharhinus tjutjot (Bleeker, 1852)[12]

Carcharhinus · Galeocerdo · Glyphis · Isogomphodon · Lamiopsis · Loxodon · Nasolamia · Negaprion · Prionace · Rhizoprionodon · Scoliodon · Triaenodon